# تپ‌اختر بادبان
تپ‌اختر بادبان یک ستاره است که در صورت فلکی بادبان قرار دارد.